# CVthèque
Une CVthèque (de CV, curriculum vitæ et du grec ancien : θήκη (thếkê), « emplacement, caisse »), ou candidathèque, est un lieu, le plus souvent virtuel, où différentes personnes à la recherche d'un emploi déposent leur curriculum vitæ, qui sera ensuite consultable par des employeurs potentiels, qui peuvent eux-mêmes y déposer des offres d'emploi.
Les CVThèques disponibles sur internet permettent aux utilisateurs d'avoir des contenus textuels et vidéos, et de nombreuses offrent la possibilité de téléverser des vidéos en ligne et CV vidéos. Des fonctionnalités de tri sont également utilisées, afin de filtrer les profils selon différents critères. L'accès à une base de données de CVthèque est payant pour l'entreprise, de 1 000 euros par an pour les petites entreprises à 6 000 euros par an pour des entreprises aux besoins plus importants.
Il existe des CVthèques internes, mises en place par une entreprise en particulier, et d'autres plus larges, le plus souvent des plateformes en ligne rassemblant un grand nombre d'utilisateurs. Le réseau social LinkedIn est parfois considéré comme une CVthèque.